# Joseph Msika
Joseph Msika (6 december 1923 - 4 augustus 2009) was een Zimbabwaans politicus. Van 23 december 1999 tot zijn dood in augustus 2009 was hij vicepresident van Zimbabwe.
Hij was oorspronkelijk lid van de Zimbabwe African People's Union, die later met de Zimbabwe African National Union samenging om de Zimbabwe African National Union – Patriotic Front te vormen. Hij was ook lid van een delegatie in het Lancaster House Agreement dat de onafhankelijkheid van het land smeed.
In maar 2005 werd Msika naar het ziekenhuis gebracht nadat hij in zijn eigen huis instortte; hij bleek  een beroerte hebben gehad en een bloedstolsel in zijn hoofd. Hij deed niet mee in de parlementsverkiezingen van dat jaar maar kreeg van Mugabe een van de dertig ongekozen zetels in het lagerhuis. Hij deed ook niet mee aan de parlementsverkiezingen van 2008 maar werd door Mugabe benoemd tot lid van de Senaat. In oktober 2008 werd hij samen met Joice Mujuru door Mugabe beëdigd als vicepresident. Toen Mugabe in januari 2009 op zijn gebruikelijke jaarlijkse vakantie ging werd Msika waarnemend president.
Joseph Msika overleed op 4 augustus 2009 op 85-jarige leeftijd.